# Matthieu Orphelin
Matthieu Orphelin (Saint-Nazaire, 3 dicembre 1972) è un politico francese.
È un esperto di questioni ecologiche, specializzato in politiche energetiche e in lotta ai cambiamenti climatici. Nella sua attività politica si occupa anche di questioni riguardanti la formazione, l'educazione e la solidarietà.
Candidato con il partito La République En Marche, il 18 giugno 2017 è stato eletto all'Assemblea nazionale in rappresentanza del dipartimento Maine e Loira, sconfiggendo al ballottaggio Caroline Fel.
Nel febbraio 2019 ha abbandonato il gruppo La République En Marche, passando a quello di Libertés et territoires. Nel maggio 2020 ha partecipato alla fondazione del gruppo Écologie démocratie solidarité, di cui è stato presidente fino al suo scioglimento 4 mesi dopo.
Nelle Elezioni regionali in Francia del 2021 è stato candidato come capolista nella regione Paesi della Loira con il sostegno di Europe Écologie Les Verts, La France insoumise, Génération écologie e Génération.s.